# Гавожице (гмина)
Гавожице (пол. Gaworzyce) — сельская гмина (волость) в Польше, входит как административная единица в Польковицкий повет, Нижнесилезское воеводство. Население — 3872 человека (на 2004 год).

## Демография
| Перепись                       | Всего   | Всего | Женщины | Женщины | Мужчины | Мужчины |
| ------------------------------ | ------- | ----- | ------- | ------- | ------- | ------- |
| Единицы                        | человек | %     | человек | %       | человек | %       |
| Население                      | 3872    | 100   | 1952    | 50,4    | 1920    | 49,6    |
| Плотность населения (чел./км²) | 50,3    | 50,3  | 25,4    | 25,4    | 24,9    | 24,9    |

## Поселения
1. Гавожице
2. Далькув
3. Дзикув
4. Гостынь
5. Грабик
6. Клобучин
7. Корытув
8. Козлице
9. Курув-Вельки
10. Мешкув
11. Сьрем
12. Витановице
13. Вежховице

## Соседние гмины
1. Гмина Негославице
2. Гмина Пшемкув
3. Гмина Радванице
4. Гмина Жуковице